# CZ 455
La CZ 455 è una serie di fucili a ripetizione bolt-action a percussione anulare prodotto dall'azienda ceca Česká Zbrojovka Uherský Brod (abbreviato "CZ-UB") e importati nel Stati Uniti dalla sussidiaria CZ-USA. È il successore dei fucili CZ 452 ed è dotato di munizioni standard calibro .22 LR, .22 WMR e .17 HMR.
La CZ 455 è prodotta con una nuova tecnologia di produzione per una maggiore precisione e un funzionamento più fluido. È disponibile in molteplici varianti.